# Klubbmurkling
Klubbmurkling (Mitrula paludosa) är en svampart som beskrevs av Fr. 1816. Klubbmurkling ingår i släktet Mitrula, ordningen disksvampar, klassen Leotiomycetes, divisionen sporsäcksvampar och riket svampar.  Arten är reproducerande i Sverige. Inga underarter finns listade i Catalogue of Life.

## Källor

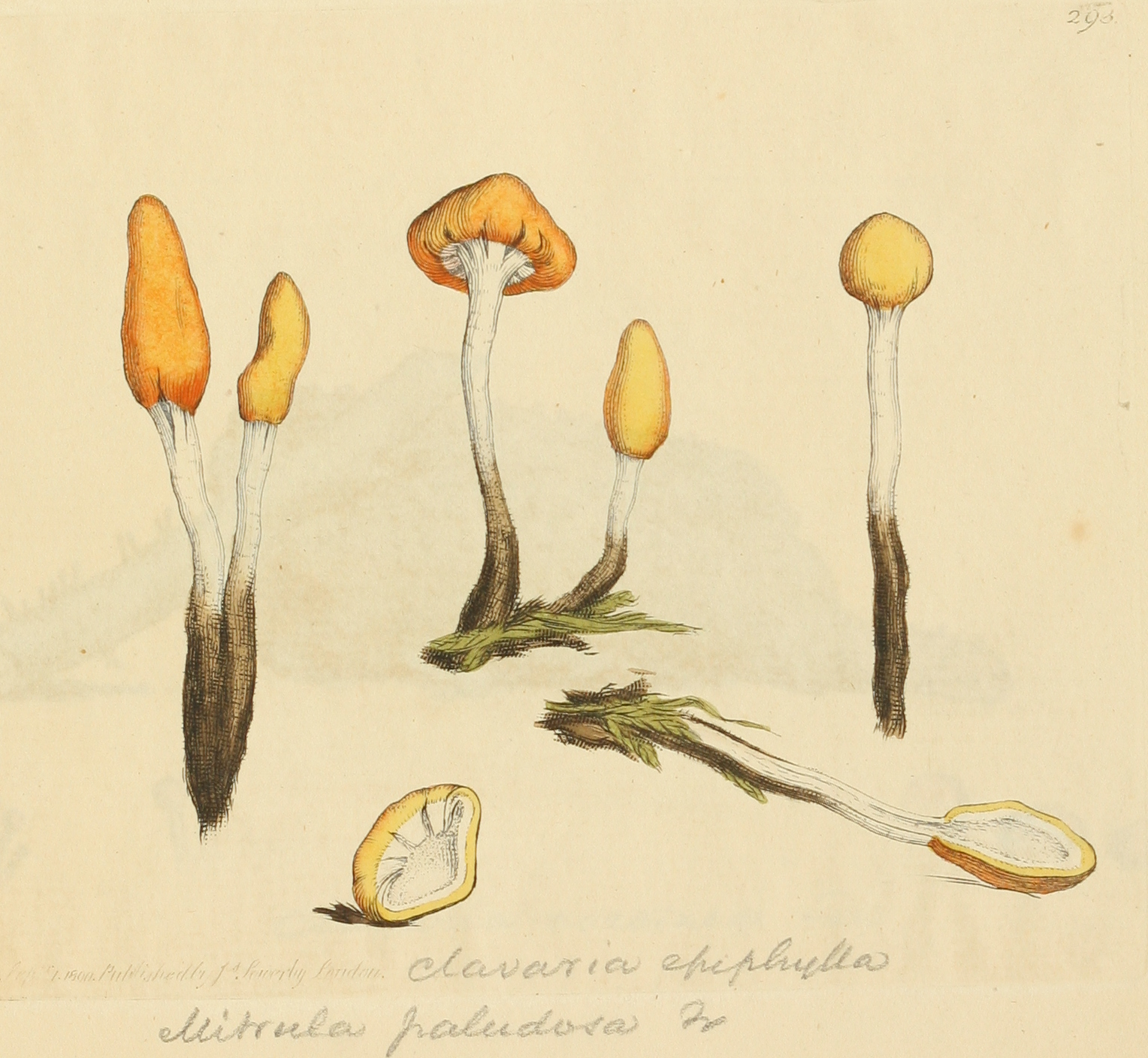
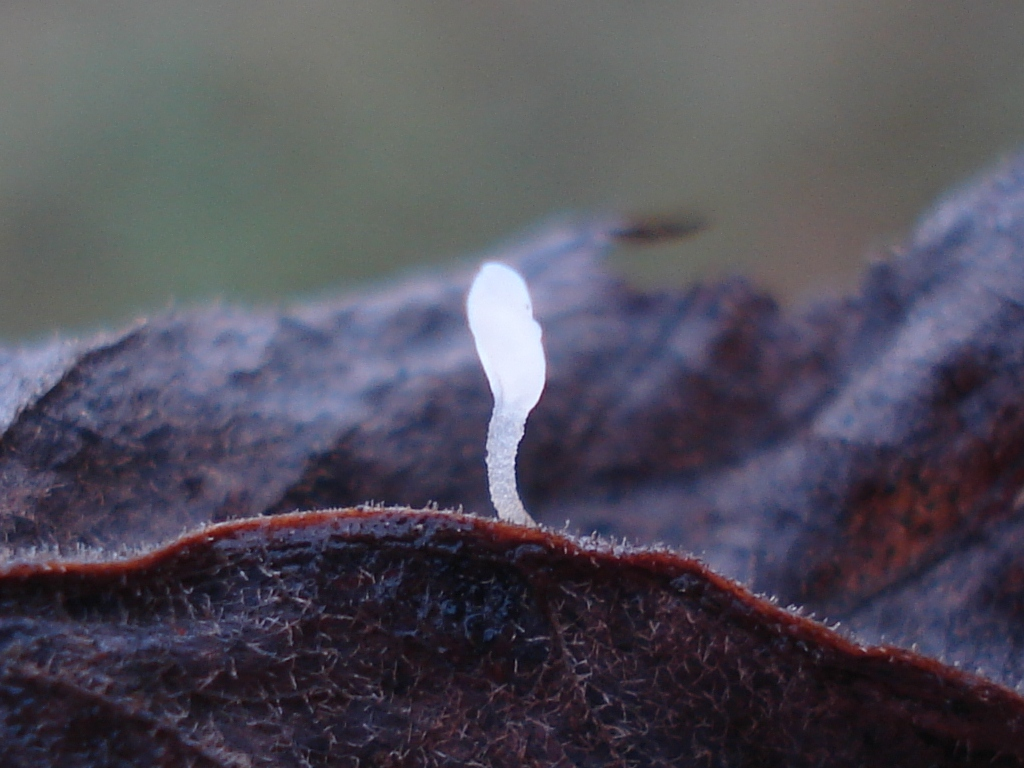
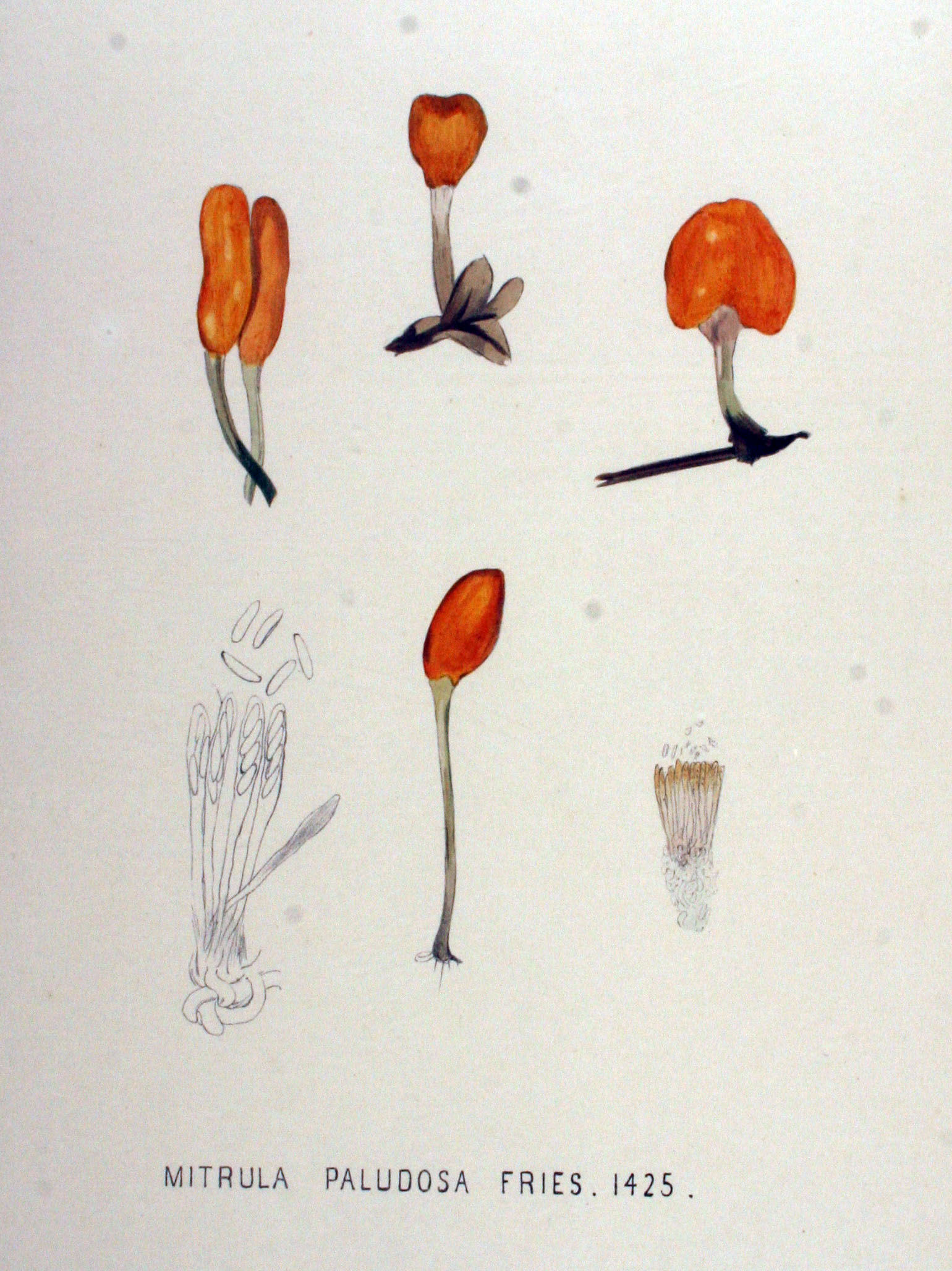
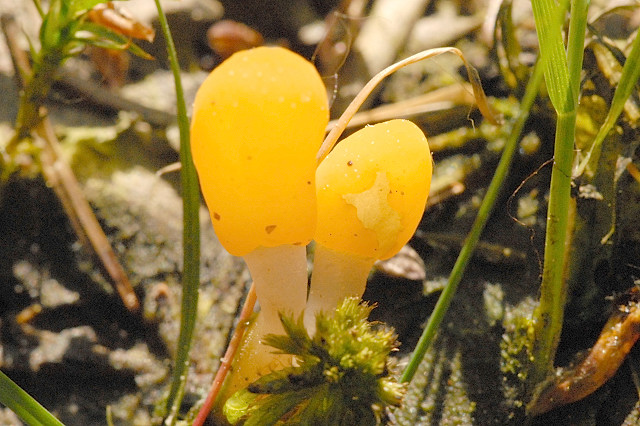